# مبنى ليون
مبنى ليون هو مبنى مكاتب ومقر البعثات الدبلوماسية لجمهورية فيتنام الاشتراكية وجمهورية جنوب السودان إلى الولايات المتحدة . يقع في 1233 شارع 20 شمال غربي واشنطن العاصمة ، في حي دوبونت سيركل . 

## فيتنام

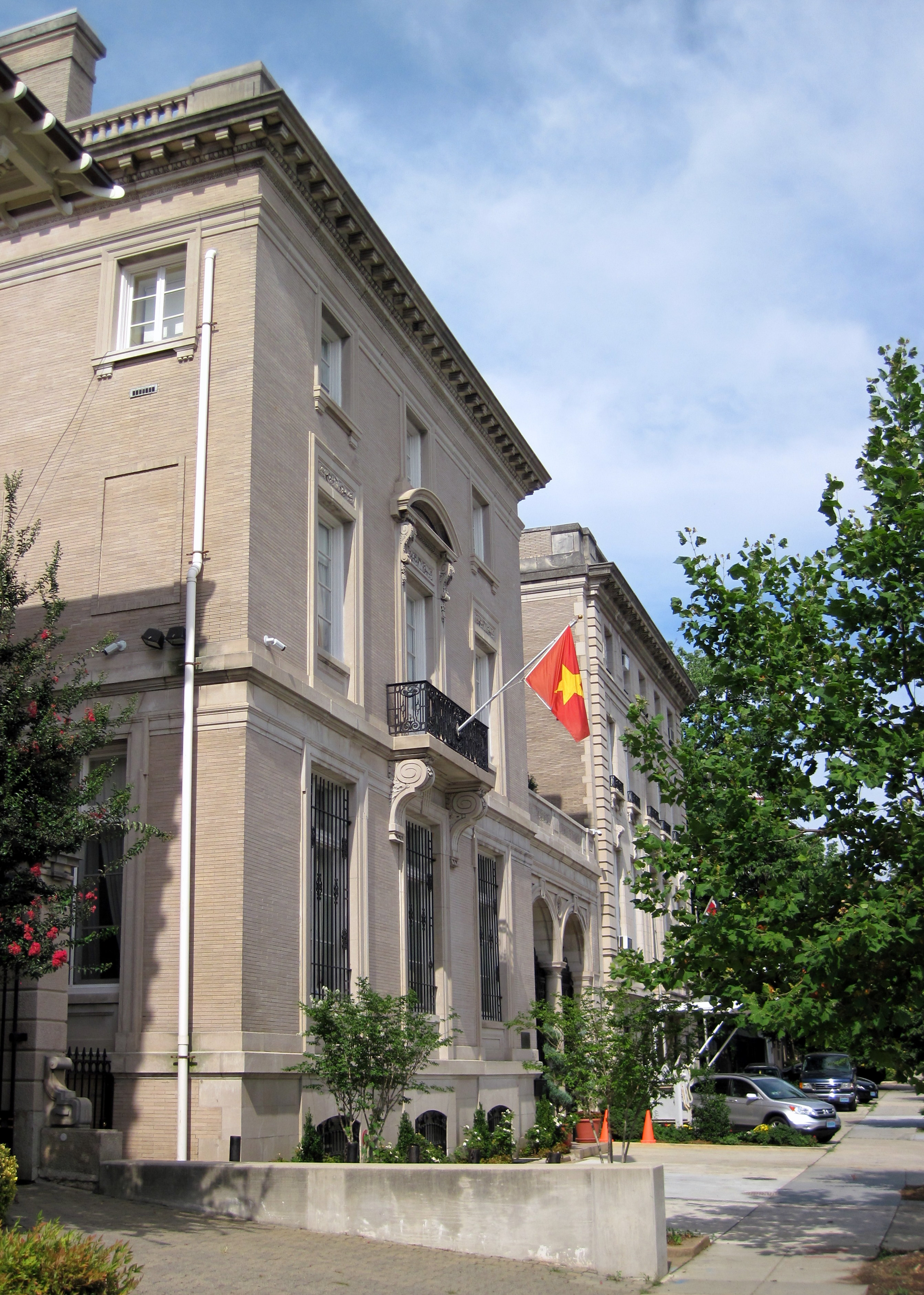
فيتنام سفير الإقامة

تقع سفارة جمهورية فيتنام الاشتراكية في 1233 شارع 20 ، جناح 400. 
يقع مقر إقامة السفير في 2251 شارع أر، شمال غربي واشنطن العاصمة
تدير السفارة أيضًا قنصلية عامة في سان فرانسيسكو .  السفير هو فام كوانغ فينه . 

### قائمة السفراء
- لو فان بانج (1995-2001)
- نغوين تام شين (2001-2007)
- لو كونج فونج (2007-2011)
- نغوين كوك كونج (2011-2014)
- فام كيونج فينح (2014 إلى الوقت الحاضر)

## جنوب السودان
تقع سفارة جمهورية جنوب السودان في 1233 الشارع العشرون NW Suite 602.   

## روابط خارجية
- الموقع الرسمي